# Championnat de Namibie de football 2005-2006
Navigation
Édition précédente Édition suivante
La saison 2005-2006 du Championnat de Namibie de football est la quatorzième édition de la Premier League, le championnat de première division national namibien. Les équipes engagées sont regroupées au sein d'une poule unique où elles affrontent deux fois leurs adversaires, à domicile et à l'extérieur. En fin de saison, les deux derniers du classement sont relégués et remplacés par les deux meilleurs clubs de deuxième division.
C'est le tenant du titre, le Civics FC, qui remporte à nouveau la compétition cette saison après avoir terminé en tête du classement, avec neuf points d'avance sur Ramblers FC et treize sur Blue Waters FC. C'est le second titre de champion de Namibie de l'histoire du club.

## Participants
- Ramblers FC
- Touch & Go FC - Promu de D2
- SK Windhoek - Promu de D2
- Eleven Arrows FC
- African Stars FC
- Civics FC
- Blue Waters FC
- Oshakati City FC
- Tigers FC
- Black Africa FC
- Orlando Pirates Windhoek
- Chief Santos FC

## Compétition

### Classement
Le classement est établi sur le barème de points classique : victoire à 3 points, match nul à 1, défaite à 0.
| Rang | Équipe                    | Pts | J  | G  | N  | P  | Bp | Bc | Diff |
| ---- | ------------------------- | --- | -- | -- | -- | -- | -- | -- | ---- |
| 1    | Civics FCT                | 53  | 22 | 16 | 5  | 1  | 55 | 19 | +36  |
| 2    | Ramblers FC               | 44  | 22 | 14 | 2  | 6  | 51 | 30 | +21  |
| 3    | Blue Waters FC            | 40  | 22 | 11 | 7  | 4  | 36 | 20 | +16  |
| 4    | Orlando Pirates WindhoekC | 31  | 22 | 8  | 7  | 7  | 35 | 29 | +6   |
| 5    | Black Africa FC           | 30  | 22 | 8  | 6  | 8  | 33 | 29 | +4   |
| 6    | Eleven Arrows FC          | 29  | 22 | 9  | 2  | 11 | 44 | 45 | -1   |
| 7    | Tigers FC                 | 28  | 22 | 8  | 4  | 10 | 39 | 35 | +4   |
| 8    | Oshakati City FC          | 28  | 22 | 7  | 7  | 8  | 32 | 40 | -8   |
| 9    | African Stars FC          | 26  | 22 | 5  | 11 | 6  | 25 | 27 | -2   |
| 10   | SK WindhoekP              | 23  | 22 | 6  | 5  | 11 | 26 | 44 | -18  |
| 11   | Chief Santos FC           | 18  | 22 | 4  | 6  | 12 | 31 | 42 | -11  |
| 12   | Touch & Go FCP            | 14  | 22 | 4  | 2  | 16 | 27 | 74 | -47  |

|  | Qualification pour la Ligue des champions de la CAF 2007                                |
|  | Relégation directe en deuxième division                                                 |
|  | T : Tenant du titre C : Vainqueur de la Coupe de Namibie P : Promu de deuxième division |

## Bilan de la saison
| Championnat de Namibie de football 2005-2006                        |                          |
| Champion                                                            | Civics FC (2e titre)     |
| Coupes et trophées                                                  |                          |
| Vainqueur de la Coupe de Namibie 2005-2006                          | Orlando Pirates Windhoek |
| Qualifications continentales                                        |                          |
| Ligue des champions de la CAF 2007                                  | Civics FC                |
| Coupe de la confédération 2007                                      | Aucun                    |
| Promotions et relégations                                           |                          |
| Promus en Championnat de Namibie de football                        | Golden Bees FC           |
| Promus en Championnat de Namibie de football                        | Friends FC               |
| Relégués en Championnat de Namibie de football de deuxième division | Chief Santos FC          |
| Relégués en Championnat de Namibie de football de deuxième division | Touch & Go FC            |